# Acrulogonia mucidula
Acrulogonia mucidula är en insektsart som först beskrevs av Jacobi 1905.  Acrulogonia mucidula ingår i släktet Acrulogonia och familjen dvärgstritar. Inga underarter finns listade i Catalogue of Life.